# Iancu Văcărescu
Iancu Văcărescu (n. 1792, București, Țara Românească – d. 3 martie 1863, București, Principatele Unite Române) a fost un poet român, fiul lui Alecu Văcărescu. Atras de ideile înaintate ale epocii, a salutat răscoala lui Tudor Vladimirescu („Buna vestire”, „Glasul poporului subt despotism”) și a participat la mișcarea de redeșteptare culturală și națională, sprijinind începuturile școlii, teatrului, presei și tipografiei românești. A fost sprijinitor al tuturor inițiativelor culturale și literare ale vremii: membru al Societății Literare din 1827, al Societății Filarmonice din 1833, al Asociației Literare din 1845, sprijinind teatrul (a tradus Britannicus de Racine și a scris un prolog la inaugurarea spectacolelor, în 1819) și pe tinerii poeți (a îndreptat primele versuri ale lui Ion Heliade – Rădulescu). 
Atitudinea politică antirusească și naționalistă îi aduce arestarea și exilarea în anul 1831.
Opera sa (reunită în volumele „Poezii alese”, 1830 și „Colecție din poeziile d-lui marelui logofăt Iancu Văcărescu”, 1848), deși lipsită de strălucirea  poetică a tatălui său, introduce cu timiditate structuri lirice noi, anunțând pastelul sau meditația. În ciuda ecourilor manieriste (multe poezii sunt idile cu personaje mitologice), e un poet de tranziție între neoclasicismul secolului al XVIII-lea și romantismul pașoptist. A scris printre primele sonete în limba română și a inaugurat poezia ocazională pe teme istorice: simpatizant al Revoluției lui Tudor Vladimirescu, a scris pateticul îndemn Glasul poporului sub despotism, din care două versuri au rămas celebre: „ Să tremure! Să tremure cumplita tiranie/ Zdrobit va fi cine-a-ndrăzni gînd de tiran să-i vie!” 
Lirica sa erotică, de factură neoanacreontică („O zi și o noapte la Văcărești”, sau „Primăvara amorului” ș.a.), manifestă, printr-un viu sentiment al naturii, tendința de a depăși vechile canoane ale epocii. A scris poeme filozofice („Adevărul”) sub influența iluminismului, balade pe teme folclorice, epistole, ode, elegii, idile și epigrame. 
O sinteză a formulelor clasice poate fi considerată poezia Primăvara amorului, în care zeul Amor îl introduce pe poet într-o natură nocturnă, convențională, dar cu detalii preromantice, ca ruinele orașului.
Poeziile sale anunță tonul „veselului Alecsandri”.

## Opera
Antume
- Poezii alese, București, 1830;
- Ermiona, mireasa lumii celeilalte, tragedie patetică în cinci acturi tradusă din nemțește, București, 1834;
- Regulu, tragedie în cinci acte, din lb. germana tradusă de Iancu Văcărescu, București, 1834;
- Grădinarii orb sau aloiul înflorit, comedie cu cântece în două acte, tradusă de Iancu Văcărescu, București, 1836;
- Adevărul, București, 1843;
- Bertrand și Raton, București, 1846;
- Dragoste din copilărie. București, 1846;
- Napoleon la Soen-Brun și Sînta Elena București, 1847;
- Colecție din poeziile dlui marelui logofăt Iancu Văcărescu, pref. I. Voinescu II, București, 1848;
- Britanicu, tragedie în cinci acte de J. Racine, trad. de Iancu Văcărescu, București, 1861.

Postume
- Poeziile Văcăreștilor, ed. îngrijită de M. Dragomirescu și Em. Girleanu, pref. de Al. Odobescu, București, 1908;
- Corespondență literară între Nicolae și Iancu Văcărescu, ed. îngrijită și pref. de I. Virtosu, București, 1938;
- Poeții Văcărești. Viața și opera lor poetică, ed. îngrijită și pref. de Paul I. Papadopol, București, 1940;
- Poeții Văcărești. Versuri alese, ed. îngrijită de Elena Piru, introducerea de Al. Piru, București, 1961.

## Legături externe
- Biografie Ienachiță Văcărescu